# Hydropsyche incommoda
Hydropsyche incommoda is een schietmot uit de familie Hydropsychidae. De soort komt voor in het Nearctisch gebied.